# Holy Trinity Church (Genf)

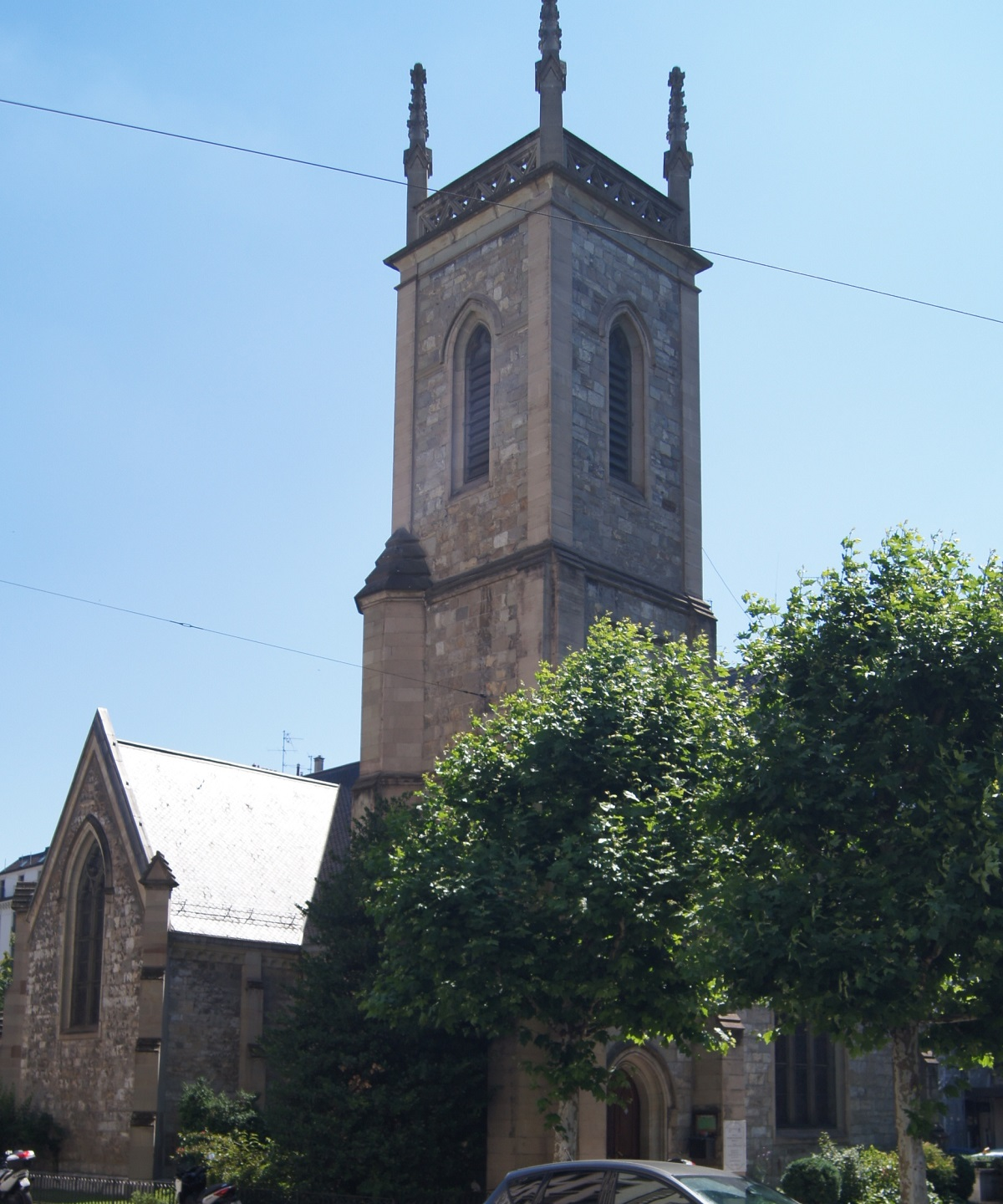
Die Holy Trinity Church (2018)

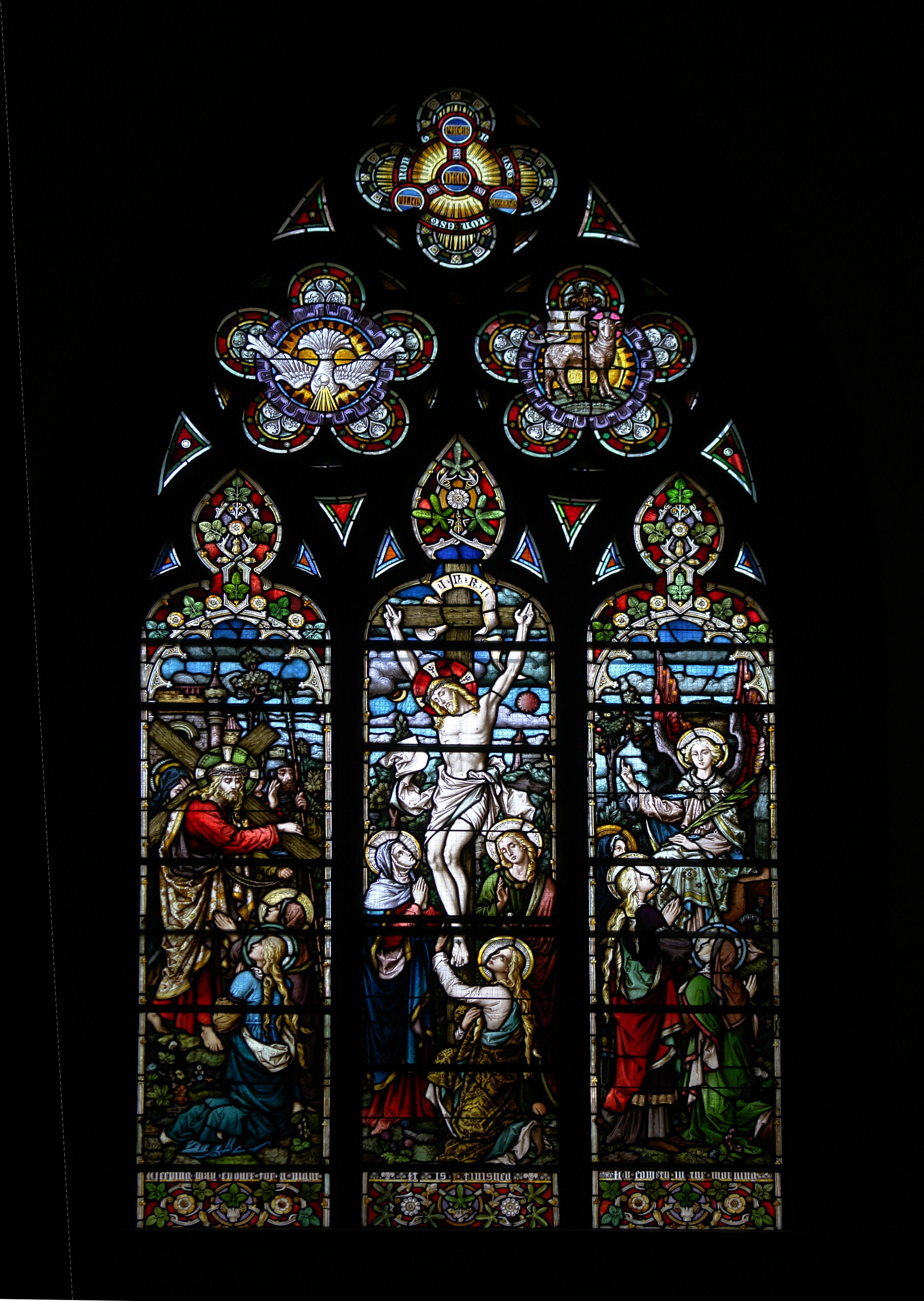
Ein Glasfenster der Kirche

Die Holy Trinity Church oder Église anglaise (deutsch Englische Kirche) ist eine anglikanische Kirche in der Stadt Genf. Sie liegt an der Rue du Mont-Blanc zwischen dem Bahnhof Cornavin und den grossen Hotels am Genfersee. Gottesdienste werden in englischer Sprache abgehalten. Sie gehört zur Archdeaconry Switzerland in der Diocese in Europe der Church of England.

## Geschichte
Die ersten englischen Gottesdienste fanden 1555 in der reformierten Kirche L’Auditoire (ehemalige Kapelle Notre-Dame-la-Neuve) statt. Nach anglikanischem Ritus wurden sie erstmals 1685 in Genf von Rev. Gilbert Burnet abgehalten. Seit 1814 diente die Kapelle des Spitals an der Place du Bourg-de-Four als Versammlungsort der Gemeinde. Mit dem Aufkommen des Tourismus im 19. Jahrhundert wuchs der Wunsch der englischen Gäste, eine eigene Kirche zu haben.
Der Bau der Holy Trinity Church wurde 1846 beschlossen. Charles Sumner, der Bischof von Winchester, war 1851 bei der Grundsteinlegung zugegen. Zwei Jahre später konnte er am 30. August die Kirche weihen. 1884 stiftet Frau Jephson das Ostfenster. 1910 gab sich die Gemeinde eine neue Verfassung. Weitere Glasfenster wurden von 1958 bis 1981 von Jacques Wasem gestaltet. Ein Gemeindesaal wurde 1966 errichtet. Renovierungen fanden 1976 und von 1983 bis 1985 statt. Bei letzterer wurde auch eine neue Orgel installiert. Weitere Arbeiten an Turmuhr und Orgel konnten 2015 durchgeführt werden.
Das 150-jährige Jubiläum der Kirche wurde 2003/04 gefeiert. Die Ausstellung «The Welcoming City: English-Speaking Protestants from 1555 to the present day» im Genfer Staatsarchiv würdigte die Geschichte der Kirche und die der englischsprachigen Protestanten in Genf seit 1555.

## Architektur
Die Holy Trinity Church wurde im Stil der englischen Dorfkirchen errichtet. Das Gebäude ist seit 1983 als historisches Denkmal klassifiziert und in das Schweizerische Inventar der Kulturgüter von regionaler Bedeutung (Kategorie B) eingetragen.